# Rejon maliński
Rejon maliński – była jednostka administracyjna wchodząca w skład obwodu żytomierskiego Ukrainy.
Rejon został utworzony w 1923 r. Jego powierzchnia wynosiła 1406 km², a ludność liczyła około 19 000 mieszkańców. Siedzibą władz rejonowych był Malin.
W 1991 r. (likwidacja ZSRR i powstanie potęg Ukrainy) na terenie rejonu znajduje się jedna miejska rada, dwie osiedlowe rady i 25 silskich rad, obejmujących 101 wsi. Rejon został zlikwidowany 19 czerwca 2020 r. zgodnie z Dekretem  Rady Najwyższej Ukrainy w związku z reformą rejonow. W chwili likwidacji istniało 1 hromada, 1 miejska rada, 1 osiedlowa rada, 22 silskich rad.

## Spis miejscowości
- Baranówka (Баранівка)
- (Барвінки)
- Kolonia Bieresino[3] (Березине)
- Biały Brzeg[4] (Білий Берег)
- (Будницьке)
- (Будо-Вороб'ї)
- Buki[5] (Буки)
- Buczki (Бучки)
- (Червоний Лан)
- Kośnia (Косня wcześniej Червоний Плугатар)
- Dubrowa (Діброва)
- (Дружне)
- (Єлівка)
- Fedorówka[6] Федорівка
- Fortunatówka (Фортунатівка)
- Hamernia Malinśka[7] (Гамарня)
- Hołowki (Головки)
- Horyń (Горинь)
- Huska (Гуска)
- Huta Lagonowska (Гута-Логанівська)
- Huta Nowa (Нова Гута)
- Huta Stara (Стара Гута)
- (Гутянське)
- (Іванівка)
- Janówka (Яблунівка)
- Jalcówka (Ялцівка)
- (Ярочище)
- Józefówka (Йосипівка)
- (Юрівка)
- Kamionka[8] (Кам'янка)
- Klitnia (Клітня)
- (Королівка)
- (Крупське)
- (Крушники)
- Ksawerów (Ксаверів)
- (Квітневе)
- (Кутище)
- Liplany[9]  (Липляни)
- Lubowicze (Любовичі)
- Lidówka (Лідівка)
- Kolonia Lesna (Лісна Колона)
- (Лісове)
- (Луки)
- Łumla (Лумля)
- Malin (Малин)
- (Малинівка)
- Marjalyn (Мар'ятин)
- (Морозівка)
- Niedaszki (Недашки)
- (Нова Діброва)
- (Нова Рутвянка)
- (Нове Життя)
- Nowe Worobje (Нові Вороб'ї)
- (Новобратське)
- Nowoselica[10] (Новоселиця)
- Nianiewka (Нянівка)
- (Ободівка)
- Omeljanówka (Омелянівка)
- (Першотравневе)
- Pirożki (Пиріжки)
- Pisarzówka[11] (Pisarówka, Писарівка)
- (Привітне)
- (Пристанційне)
- Piatidub (П'ятидуб)
- (Репище)
- Ryznia (Різня)
- (Рубанка)
- Rudnia Horodyszczańska[12][13] (Рудня-Городищенська)
- Rudnia Kaliniwka[14][15] Рудня-Калинівка
- Rudnia Nowo Worobjewska (Рудня-Вороб'ївська)
- Rutwieńka (Рутвянка)
- Sawłuki (Савлуки)
- Syczówka (Сичівка)
- Skuraty[16][17] (Скурати)
- Slobodka wcześniej Sieliszcse[18] (Слобідка wcześniej Селище[19])
- Smirydówka (Свиридівка)
- (Соснівка)
- (Старі Вороб'ї)
- (Стасева)
- (Стримівщина)
- (Шевченкове)
- Szczerbatówka (Щербатівка)
- (Тарасівка)
- (Тишів)
- Trościanica (Тростяниця)
- (Трудолюбівка)
- (Українка)
- Ustianówka (Устинівка)
- (Вишнянка)
- (Візня)
- Władówka (Владівка)
- (Вороб'ївщина)
- Worsówka[20] (Ворсівка)
- Wjuniszcze (В'юнище)
- Wyszew (Вишів)
- Zabranne (Забране)
- (Загребля)
- (Заліски)
- (Зелений Гай)
- (Зибин)
- (Жабоч)
- (Жовтневе)